# Philoscia
Philoscia är ett släkte av kräftdjur som beskrevs av Pierre André Latreille 1804. Philoscia ingår i familjen Philosciidae.

## Dottertaxa tillPhiloscia, i alfabetisk ordning[1][2]
- Philoscia affinis
- Philoscia algirica
- Philoscia anienana
- Philoscia australis
- Philoscia bonariensis
- Philoscia brevicorpore
- Philoscia buddelundi
- Philoscia canalensis
- Philoscia colimensis
- Philoscia dalmatica
- Philoscia demerarae
- Philoscia diminuta
- Philoscia dobakholi
- Philoscia dongarrensis
- Philoscia ehrenbergii
- Philoscia faucium
- Philoscia formosa
- Philoscia geayi
- Philoscia geiseri
- Philoscia gracilior
- Philoscia guerrerense
- Philoscia guttata
- Philoscia hirta
- Philoscia humboldtii
- Philoscia incerta
- Philoscia incurva
- Philoscia jacobsoni
- Philoscia karrakattensis
- Philoscia lifuensis
- Philoscia lodnensis
- Philoscia longicaudata
- Philoscia lubricata
- Philoscia marmorata
- Philoscia maxima
- Philoscia mendica
- Philoscia miamiensis
- Philoscia molisia
- Philoscia moneaguensis
- Philoscia monticola
- Philoscia muscorum
- Philoscia myrmecophila
- Philoscia nebulosa
- Philoscia novaezealandiae
- Philoscia paniensis
- Philoscia pannonica
- Philoscia perlata
- Philoscia persona
- Philoscia pubescens
- Philoscia sacchari
- Philoscia salina
- Philoscia seriepunctata
- Philoscia spinosa
- Philoscia squamosa
- Philoscia squamuligera
- Philoscia tenuissima
- Philoscia truncatella
- Philoscia univittata
- Philoscia weberi
- Philoscia veracruzana